# آلان باركر
سير ألان وليام باركر (بالإنجليزية: Alan Parker)‏ (14 فبراير 1944 - 31 يوليو 2020)، مخرج ومنتج وكاتب سيناريو إنجليزي.
ولد يوم 14 فبراير 1944 في منطقة إزلينغتون، بلندن الكبرى، بدأ مهنته في عام 1971، كمؤلف الإعلانات ومدير الإعلانات التلفزيونية. ثم اتجه لكتابة السيناريو وإخراج الأفلام، أخرج فيلمه الأول (باجزي مالون) في عام 1975، ومن أبرز أعماله الإخراجية فيلم (بينك فلويد-ذاوول) 1981، الذي وثق فيه بعض من مسيرة الفرقة الشهيرة. بلغ نتاجه الفني 14 فيلمًا. فاز بالعديد من جوائز للإبداع. في 2002 حاز لقب فارس، ومجمل الجوائز التي حصلت عليها أفلامه يصل عددها إلى 19 جائزة بافتا، و10 جوائز أوسكار، و10 جوائز جولدن غلوب.
توفي يوم 31 يوليو 2020 بمدينة لندن بعد صراع مع المرض عن عمر ناهز الـ76 عام.

## من أعماله

### في الإخراج
- قطار منتصف الليل (1978)

## وصلات خارجية
- آلان باركر على موقع IMDb (الإنجليزية)
- آلان باركر على موقع الموسوعة البريطانية (الإنجليزية)
- آلان باركر على موقع روتن توميتوز (الإنجليزية)
- آلان باركر على موقع مونزينجر (الألمانية)
- آلان باركر على موقع ألو سيني (الفرنسية)
- آلان باركر على موقع ميوزك برينز (الإنجليزية)
- آلان باركر على موقع تيرنر كلاسيك موفيز (الإنجليزية)
- آلان باركر على موقع أول موفي (الإنجليزية)
- آلان باركر على موقع قاعدة بيانات الأفلام السويدية (السويدية)
- آلان باركر على موقع إن إن دي بي (الإنجليزية)